# 国土開発幹線自動車道
国土開発幹線自動車道（こくどかいはつかんせんじどうしゃどう）（略語: 国幹道）とは、国土開発幹線自動車道建設法（以下「法」）に基づき建設することが予定されている道路である。高規格幹線道路の1つである。
法第1条で、「この法律は、国土の普遍的開発をはかり、画期的な産業の立地振興及び国民生活領域の拡大を期するとともに、産業発展の不可欠の基盤たる全国的な高速自動車交通網を新たに形成させるため、国土を縦貫し、又は横断する高速幹線自動車道を開設し、及びこれと関連して新都市及び新農村の建設等を促進する」とうたわれている。この法律は、1957年に国土開発縦貫自動車道建設法として公布・施行、6つの旧道路建設法を廃止して1966年に改正されたもので、全国の都道府県を結ぶ高速道路網として、32路線、総延長7,600 kmの予定路線が定められた。1987年に第四次全国総合開発計画（四全総）に基づいて従前の路線を延伸、または新たな路線を追加した改正が行われ、現在の延長は11,520 kmとなっている。
国幹道は、予定路線のうち基本計画が決定された区間から順次高速自動車国道法第4条第1項 の規定に基づく高速自動車国道の路線を指定する政令によって高速自動車国道とされる。2009年の第4回国土開発幹線自動車道建設会議までに、予定路線の92 %にあたる延長10,623 kmの区間が基本計画に、またうち9,428 kmの区間が整備計画に策定されている。

## 経緯
日本の高速道路建設は、戦前から構想はあったものの、戦後復興期になってから田中清一と田中角栄の二人の活動もあってようやく実現化されたが、当初は個別路線単独に計画が進められ、6つの自動車道を建設する法律によって合計延長5000キロメートル (km) の道路が計画されていた。自動車道と称する6つの路線の高速道路建設法とは、1957年（昭和32年）4月の国土開発縦貫自動車道建設法に始まり、1960年（昭和35年）7月の東海道幹線自動車国道建設法、1963年（昭和38年）7月の関越自動車道建設法、1964年（昭和39年）6月の東海北陸自動車道建設法、1965年（昭和40年）5月の九州横断自動車道建設法、同年6月の中国横断自動車道建設法のことである。これらの高速道路は、全国的な高速道路網構想に基づくものではなく、地域的均衡性がとれていないものであったことから、旧建設省が1960年から「自動車道路網設定のための調査」を進めていた。北海道とそれ以外の内地（本州・四国・九州）とに分けて計画が行われ、内地では既定の6つの自動車道路計画を骨格に、地方中心都市や産業都市、地方開発の拠点を相互連絡するための必要な路線を追加認定するものとし、全国の都市や農村地から概ね2時間以内にアクセスできることを目標とした。北海道については、国土係数理論を用いて本土との道路延長を0.15対1の比率で設定されたことにより、内地分が6580 km、北海道分が約1000 kmが計上されて、全国合計を7600 kmの国土開発幹線自動車道として当初の計画が旧建設省により策定された。これを受けて、1966年7月に既定の6つの個別法律に基づく約5000 kmの自動車道を包含した高速自動車国道を形成する国土開発幹線自動車道建設法が制定された。
1980年以降、人口の東京一極集中が起こるようになったことから、1987年（昭和62年）6月の閣議決定により第四次全国総合開発計画（四全総）が策定され、従来の国幹道7600 kmを含めた延長1万4000 kmの高規格幹線道路網が計画された。このとき新規追加された国幹道法に基づく高規格幹線道路の延長は約3920 kmで、既定計画分の約7600 kmと合わせて、合計延長約1万1520 km分が国土開発幹線自動車道としている。この計画で、従前のアクセス2時間とした目標から1時間へと利便性の見直しが図られた。

## 予定路線
国土開発幹線自動車道の予定路線は、下表のとおりとされている（法3条、別表）（最終改正:1999年12月22日）。法の別表では市町村合併は反映されていない。
| 路線名                 | 路線名                 | 起点                 | 主たる経過地                                                                        | 主たる経過地                                                         | 終点               |
| ---------------------- | ---------------------- | -------------------- | ----------------------------------------------------------------------------------- | -------------------------------------------------------------------- | ------------------ |
| 北海道縦貫自動車道     | 北海道縦貫自動車道     | 函館市               | 室蘭市付近 札幌市 岩見沢市 旭川市付近                                               | 室蘭市付近 札幌市 岩見沢市 旭川市付近                                | 稚内市             |
| 北海道横断自動車道     | 根室線                 | 北海道寿都郡黒松内町 | 北海道虻田郡倶知安町付近 小樽市 札幌市 夕張市付近 帯広市付近 北海道足寄郡足寄町付近 | 釧路市                                                               | 根室市             |
| 北海道横断自動車道     | 網走線                 | 北海道寿都郡黒松内町 | 北海道虻田郡倶知安町付近 小樽市 札幌市 夕張市付近 帯広市付近 北海道足寄郡足寄町付近 | 北見市                                                               | 網走市             |
| 東北縦貫自動車道       | 弘前線                 | 東京都               | 浦和市 館林市 宇都宮市 福島市 仙台市 盛岡市                                         | 鹿角市 弘前市                                                        | 青森市             |
| 東北縦貫自動車道       | 八戸線                 | 東京都               | 浦和市 館林市 宇都宮市 福島市 仙台市 盛岡市                                         | 八戸市                                                               | 青森市             |
| 東北横断自動車道       | 釜石秋田線             | 釜石市               | 花巻市付近 北上市 横手市付近                                                        | 花巻市付近 北上市 横手市付近                                         | 秋田市             |
| 東北横断自動車道       | 酒田線                 | 仙台市               | 山形市付近 鶴岡市付近                                                               | 山形市付近 鶴岡市付近                                                | 酒田市             |
| 東北横断自動車道       | いわき新潟線           | いわき市             | 会津若松市付近                                                                      | 会津若松市付近                                                       | 新潟市             |
| 日本海沿岸東北自動車道 | 日本海沿岸東北自動車道 | 新潟市               | 村上市付近 鶴岡市付近 酒田市付近 秋田市付近 能代市付近 大館市付近                   | 村上市付近 鶴岡市付近 酒田市付近 秋田市付近 能代市付近 大館市付近    | 青森市             |
| 東北中央自動車道       | 東北中央自動車道       | 相馬市               | 福島市付近 米沢市付近 山形市付近 新庄市付近                                         | 福島市付近 米沢市付近 山形市付近 新庄市付近                          | 横手市             |
| 関越自動車道           | 新潟線                 | 東京都               | 川越市 本庄市                                                                       | 前橋市                                                               | 新潟市             |
| 関越自動車道           | 上越線                 | 東京都               | 川越市 本庄市                                                                       | 高崎市付近 長野市付近                                                | 上越市             |
| 常磐自動車道           | 常磐自動車道           | 東京都               | 柏市 土浦市 水戸市 いわき市 相馬市付近                                              | 柏市 土浦市 水戸市 いわき市 相馬市付近                               | 仙台市             |
| 東関東自動車道         | 館山線                 | 東京都               | 習志野市                                                                            | 千葉市付近 木更津市                                                  | 館山市             |
| 東関東自動車道         | 水戸線                 | 東京都               | 習志野市                                                                            | 茨城県鹿島郡鹿島町                                                   | 水戸市             |
| 北関東自動車道         | 北関東自動車道         | 高崎市               | 前橋市付近 宇都宮市付近 水戸市付近                                                  | 前橋市付近 宇都宮市付近 水戸市付近                                   | 那珂湊市           |
| 中央自動車道           | 富士吉田線             | 東京都               | 神奈川県津久井郡相模湖町 大月市                                                     | 神奈川県津久井郡相模湖町 大月市                                      | 富士吉田市         |
| 中央自動車道           | 西宮線                 | 東京都               | 神奈川県津久井郡相模湖町 大月市 甲府市 諏訪市                                       | 飯田市 中津川市 小牧市 大垣市 大津市 京都市 吹田市                   | 西宮市             |
| 中央自動車道           | 長野線                 | 東京都               | 神奈川県津久井郡相模湖町 大月市 甲府市 諏訪市                                       | 松本市付近                                                           | 長野市             |
| 第一東海自動車道       | 第一東海自動車道       | 東京都               | 横浜市 静岡市 浜松市 豊橋市 名古屋市                                                | 横浜市 静岡市 浜松市 豊橋市 名古屋市                                 | 小牧市             |
| 東海北陸自動車道       | 東海北陸自動車道       | 一宮市               | 関市 岐阜県大野郡荘川村付近                                                         | 関市 岐阜県大野郡荘川村付近                                          | 砺波市             |
| 第二東海自動車道       | 第二東海自動車道       | 東京都               | 厚木市付近 静岡市付近                                                               | 厚木市付近 静岡市付近                                                | 名古屋市           |
| 中部横断自動車道       | 中部横断自動車道       | 清水市               | 山梨県中巨摩郡甲西町付近                                                            | 山梨県中巨摩郡甲西町付近                                             | 佐久市             |
| 北陸自動車道           | 北陸自動車道           | 新潟市               | 上越市 富山市 金沢市 福井市 敦賀市                                                  | 上越市 富山市 金沢市 福井市 敦賀市                                   | 滋賀県坂田郡米原町 |
| 近畿自動車道           | 伊勢線                 | 名古屋市             | 四日市市                                                                            | 津市                                                                 | 伊勢市             |
| 近畿自動車道           | 名古屋大阪線           | 名古屋市             | 四日市市                                                                            | 天理市 大阪市                                                        | 吹田市             |
| 近畿自動車道           | 名古屋神戸線           | 名古屋市             | 四日市市付近 大津市付近 京都市付近 高槻市付近                                       | 四日市市付近 大津市付近 京都市付近 高槻市付近                        | 神戸市             |
| 近畿自動車道           | 紀勢線                 | 松原市               | 和歌山市 田辺市付近 新宮市付近 尾鷲市付近                                           | 和歌山市 田辺市付近 新宮市付近 尾鷲市付近                            | 三重県多気郡勢和村 |
| 近畿自動車道           | 敦賀線                 | 吹田市               | 三田市付近 福知山市 舞鶴市 小浜市付近                                               | 三田市付近 福知山市 舞鶴市 小浜市付近                                | 敦賀市             |
| 中国縦貫自動車道       | 中国縦貫自動車道       | 吹田市               | 兵庫県加東郡滝野町 津山市 三次市 島根県鹿足郡六日市町 山口市                        | 兵庫県加東郡滝野町 津山市 三次市 島根県鹿足郡六日市町 山口市         | 下関市             |
| 山陽自動車道           | 山陽自動車道           | 吹田市               | 神戸市付近 姫路市付近 岡山市付近 広島市 岩国市付近 山口市 宇部市付近                | 神戸市付近 姫路市付近 岡山市付近 広島市 岩国市付近 山口市 宇部市付近 | 下関市             |
| 中国横断自動車道       | 姫路鳥取線             | 姫路市               | 兵庫県佐用郡佐用町付近                                                              | 兵庫県佐用郡佐用町付近                                               | 鳥取市             |
| 中国横断自動車道       | 岡山米子線             | 岡山市               | 岡山県真庭郡落合町付近 米子市付近                                                   | 岡山県真庭郡落合町付近 米子市付近                                    | 境港市             |
| 中国横断自動車道       | 尾道松江線             | 尾道市               | 三次市付近                                                                          | 三次市付近                                                           | 松江市             |
| 中国横断自動車道       | 広島浜田線             | 広島市               | 広島県山県郡千代田町付近                                                            | 広島県山県郡千代田町付近                                             | 浜田市             |
| 山陰自動車道           | 山陰自動車道           | 鳥取市               | 米子市付近 松江市付近 浜田市付近 長門市付近                                         | 米子市付近 松江市付近 浜田市付近 長門市付近                          | 美祢市             |
| 四国縦貫自動車道       | 四国縦貫自動車道       | 徳島市               | 徳島県三好郡池田町付近 松山市付近                                                   | 徳島県三好郡池田町付近 松山市付近                                    | 大洲市             |
| 四国横断自動車道       | 四国横断自動車道       | 阿南市               | 徳島市 高松市 川之江市付近 高知市付近 須崎市 中村市付近 宇和島市付近                | 徳島市 高松市 川之江市付近 高知市付近 須崎市 中村市付近 宇和島市付近 | 大洲市             |
| 九州縦貫自動車道       | 鹿児島線               | 北九州市             | 福岡市 鳥栖市 熊本市 えびの市                                                       | 福岡市 鳥栖市 熊本市 えびの市                                        | 鹿児島市           |
| 九州縦貫自動車道       | 宮崎線                 | 北九州市             | 福岡市 鳥栖市 熊本市 えびの市                                                       | 福岡市 鳥栖市 熊本市 えびの市                                        | 宮崎市             |
| 九州横断自動車道       | 長崎大分線             | 長崎市               | 佐賀市 鳥栖市 甘木市 日田市付近                                                     | 佐賀市 鳥栖市 甘木市 日田市付近                                      | 大分市             |
| 九州横断自動車道       | 延岡線                 | 熊本県上益城郡御船町 | 宮崎県西臼杵郡高千穂町付近                                                          | 宮崎県西臼杵郡高千穂町付近                                           | 延岡市             |
| 東九州自動車道         | 東九州自動車道         | 北九州市             | 行橋市付近 大分市付近 延岡市付近 宮崎市付近 日南市付近 鹿屋市付近                   | 行橋市付近 大分市付近 延岡市付近 宮崎市付近 日南市付近 鹿屋市付近    | 鹿児島市           |